# Сексуальні меншини
Сексуальні меншини — збірний термін, який об'єднує осіб обох статей з мінорними за статистикою варіантами сексуальної орієнтації або гендерної ідентичності. До них відносять гомосексуалів, бісексуалів, а також трансгендерних людей, для позначення яких є ширший термін ЛГБТ+ спільнота. У поняття «сексуальні меншини» не включаються групи осіб, чиї сексуальні пристрасті визначаються медициною як девіантні або патологічні, або реалізація сексуальних пристрастей яких відбувається не за взаємною згодою двох дорослих дієздатних осіб і тим самим порушує права інших людей, права тварин, або кримінальне законодавство. Зокрема, до сексуальних меншин не відносяться педофіли, зоофіли, некрофіли.
Водночас слід розрізняти гомосексуальність, бісексуальність та трансгендерність як соціальні, сексуальні та культурні явища минулих епох та феномен сексуальних меншин як чітко оформленої соціальної групи. Якщо перші існували в усі часи, то як соціальна група сексуальні меншини оформились тільки з др. пол. XIX — сер. XX ст. унаслідок зростання самосвідомості ЛГБТ реакції на юридичне та психіатричне стигматування.

## Виділення сексуальних меншин як соціальної групи
Про початок процесу виділення сексуальних меншин як окремої і соціальної групи можна говорити лише у зв'язку із впровадженням офіційного переслідування гомосексуальних стосунків з боку держави. До цього існували окремі субкультури, вирізнення яких здійснювалось не стільки за принципом сексуальної орієнтації, скільки за тією соціокультурною нішею, в яку їх поміщало традиційне суспільство.
До XVI—XVII ст. у західних країнах (у Франції до ХІІІ ст.) гомосексуальність розглядалась як варіант сексуальної поведінки, нехай і гріховний, і засуджувалась суспільством. Буденна свідомість її розглядала як різновид пригоди або зіпсованості, а всі, хто вступав у подібні стосунки, апріорі вважались за гетеросексуалів.
Унаслідок юридичної криміналізації гомосексуальності у XVI—XVII ст. розпочалося відчуження ЛГБТ від суспільства, до релігійного стигматування додалось юридичне — вона стала розглядатись як злочин проти держави та суспільства. Переслідування гомосексуалів стало елементом сексуальної політики.
До кінця XVIII ст. розуміння законного та незаконного в сексуальності в країнах Європи остаточно центрувалось на матримоніальних (шлюбних) відносинах. Перше місце у них відігравали подружній обов'язок, здатність його виконувати, відповідні нагляд, вимоги та примус, які сприяли його виконанню. Емоційні складові — еротизм, естетизм, кохання та ін. — були підпорядковані цій системі відносин. Звідси під протиприродним стали розуміти все, що не відповідає раціоналізованим матримоніальним відносинам. Як наслідок цього розпочався інтенсивний дискурс з приводу гомо-, бісексуальної поведінки та транссексуальності як протиприродних явищ, котрий призвів до суспільного оприявлення та класифікації різних форм статевої поведінки. Психіатричне стигматування призвело до того, що гомосексуальна поведінка, яка до цього існувала як периферійна і мало відрефлектована форма сексуальності, була виведена з тіні. А оскільки явище залишалось стабільно поширеним, було зроблено висновок щодо зумовленості гомосексуальної поведінки якимись психологічними та медичними особливостями, котрі почали намагатись ототожнити з різного роду відхиленнями від нормального стану психіки (божевілля, дегенерація, сексуальна психопатія і т. ін.). Так було видумано патологічну «особистість гомосексуала», яка перетворилася на соціального персонажа із власним минулим, дитинством і характером, формою та морфологією життя і навіть фізіологією. Гомосексуальність стала розглядатися не тільки як гріх, але і як особлива природа, нехай і збочена. Якщо содоміти попередньої епохи були лише злочинцями, гомосексуали були перетворені на патологічний різновид людини. Однак, психіатрична специфікація різних форм сексуальності парадоксальним способом вивела їх назовні, оприявнила; здійснюючи соціальне стигматування — помножила різнорідні сексуальності та імплантувала їх у соціальну структуру; способом переслідування — сегрегувала носіїв периферійної сексуальності у нові соціальні групи.
Юридичне та психіатричне стигматування призвело до формування внутрішньої відповіді представників ЛГБТ — тепер більшості з них доводилося здійснювати свідомий вибір між моральністю, яку їм нав'язує право та психіатрія, та прийняттям своєї власної природи. Тож у дедалі більшої кількості індивідів це призвело до поглиблення самосвідомості, ототожнення себе із дискримінованою соціальною групою та сприяло набуттю активної громадянської позиції (ЛГБТ-активісти, правозахисники та ін.). Це спричинило зростання артикуляції інтересів ЛГБТ та боротьбу за визнання за ними права на відмінність.
Наукові дослідження, що проводилися після Другої Світової війни, а також правозахисна діяльність призвели до признання за ЛГБТ-особами статусу меншини. З одного боку, як і будь-яка меншина, лесбійки, ґеї, бісексуали та трансгендерні індивіди змогли претендувати на дотримання щодо себе загальних прав людини як до рівноправних членів громадян та націй. Також це сприяло відчуттю упевненості у собі, зростанню самоприйняття, більшій відкритості інформації, зростанню способів самовираження та розвитку ЛГБТ-субкультур. З іншого боку, закріплення статусу меншини утруднило визнання того, що гомосексуальність — аспект сексуальності майже кожної людини; крім того, чим помітнішими і вимогливішими ставали ЛГБТ-особи, тим більше ворожості до них виявлялося. Тому не випадково, що зі зростанням ЛГБТ-руху зростає і антигомосексуальний рух. Тож для успішної інтеграції ЛГБТ-осіб оптимальним є не стільки визнання їхньої відмінності від гетеросексуальної більшості, скільки поширення у суспільстві свідомої байдужості до сексуальної орієнтації та гендерної ідентичності.
Так західне суспільство протягом декількох століть перейшло від умовчування спочатку до сегрегації та стигматування гомосексуальності, а потім — до об'єктивної поінформованості та легітимації сексуальних меншин. Більше того, змінився спосіб наукового аналізу природи та динаміки сексуальних імпульсів — від матримоніального підходу він еволював до власне сексологічного, сексуальність стала розглядатися як автономне утворення, вона відділилася від репродуктивної функції та шлюбних відносин.